# 엘 로스트로 데 라 벵간사
《엘 로스트로 데 라 벵간사》(스페인어: El rostro de la venganza)는 2012년 방영된 미국의 텔레노벨라이다.